# Thoralf Strømstad
Vilhelm Thoralf Strømstad est un coureur du combiné nordique et fondeur norvégien, né le 13 janvier 1897 à Bærum et mort le 10 janvier 1984 à Oslo. Il a remporté la médaille Holmenkollen en 1923.

## Biographie
Thoralf Strømstad a un frère, Knut Strømstad, qui a longtemps occupé un poste d'entraîneur à Gstaad. Sa sœur Nora est une skieuse alpine.

## Résultats
Sa carrière est principalement marquée par deux médailles d'argent remportées aux Jeux olympiques d'hiver de 1924 à Chamonix en individuel en combiné nordique et sur 50 km en ski de fond, à chaque fois derrière Thorleif Haug. 

### Jeux nordiques
- En 1922, il termine 3e dans le 60 km derrière Per-Erik Hedlund et Thorleif Haug.

### Championnats de Norvège
Il est champion en combiné nordique en 1919 et en ski de fond (30 km) en 1922.